# Schnitzler
Schnitzler är ett efternamn som bland annat burits av:
- Jean Henri Schnitzler, tyska: Johann Heinrich Schnitzler, fransk historieskrivare och statistiker född 1802 och död 1871
- Johann Schnitzler, läkare från Österrike-Ungern född 1835 och död 1893
- Arthur Schnitzler, österrikisk författare född 1862 och död 1931 (son till Johann Schnitzler)
- Karl-Eduard von Schnitzler, östtysk journalist, programledare och kommunistisk propagandapersonlighet född 1918 och död 2001